# Rybak nocny
Rybak nocny (Noctilio leporinus) – gatunek ssaka z rodziny rybakowatych (Noctilionidae).

## Taksonomia
Gatunek po raz pierwszy zgodnie z zasadami nazewnictwa binominalnego nazwał w 1758 roku szwedzki przyrodnik Karol Linneusz nadając mu nazwę Vespertilio leporinus. Holotyp pochodził z Surinamu.
Taksonomia N. leporinus od dłuższego czasu jest stabilna. Nowsze prace oparte na sekwencjonowaniu DNA mitochondrialnego (region kontrolny) i jądrowego (RAG2) materiału genetycznego dały stosunkowo jednolity krajobraz filogenetyczny o niskiej różnorodności genetycznej, który wydaje się wskazywać, że podgatunek z północnego zasięgu jest ważny. W Ameryce Południowej N. leporinus może być reprezentowany tylko przez jeden inny podgatunek, ale potrzebne są dodatkowe badania. Autorzy Illustrated Checklist of the Mammals of the World rozpoznają trzy podgatunków. Podstawowe dane taksonomiczne podgatunków (oprócz nominatywnego) przedstawia poniższa tabelka:
| Podgatunek      | Oryginalna nazwa     | Autor i rok opisu | Miejsce typowe                                                        |
| --------------- | -------------------- | ----------------- | --------------------------------------------------------------------- |
| N. l. mastivus  | Vespertilio Mastivus | Vahl, 1797        | Saint Croix, Wyspy Dziewicze Stanów Zjednoczonych, Stany Zjednoczone. |
| N. I. rufescens | Noctilio rufescens   | Olfers, 1818      | Paragwaj.                                                             |

### Etymologia
- Noctilio: łac. nox, noctis „noc”; końcówka -ilio (jak w Vespertilio)[36].
- leporinus: łac. lepus, leporis „zając”[37]; przyrostek -inus „odnoszący się do, podobny”[38].
- mastivus: nowołac. mastivus „odnoszące się do mastifa”, od ang. mastiff „mastif”[39].
- rufescens: łac. rufescens, rufescentis „rudawy, czerwonawy”, od rufescere „być rudawym”, od rufus „czerwony”[40].

## Zasięg występowania
Rybak nocny występuje w Ameryce zamieszkując w zależności od podgatunku:
- N. leporinus leporinus – Gujana, Nizina Amazonki i większość Brazylii.
- N. leporinus mastivus – zachodni i południowy Meksyk, Ameryka Środkowa, Indie Zachodnie, północna, zachodnia i wschodnia Kolumbia, Wenezuela, zachodni Ekwador i skrajnie północno-zachodnie Peru.
- N. leporinus rufescens – wschodnia Boliwia, Paragwaj, północna Argentyna i południowa Brazylia.

## Morfologia
Długość ciała (bez ogona) 82–100 mm, długość ogona 23–28 mm, długość ucha 28–30 mm, długość tylnej stopy 25–34 mm, długość przedramienia 81–87 mm; masa ciała 50–90 g. Ma duże uszy i małe oczy, a jego górna warga jest rozdzielona i przez wcięcie widoczne są duże siekacze. Ma długą, gęstą, pomarańczową sierść z jasną smugą wzdłuż grzbietu.

## Ekologia
Zamieszkuje zróżnicowane środowiska w tropikalnej części Ameryki Środkowej i Południowej. Rybak nocny żyje nad brzegami zbiorników wód słodkich i nad morzem, w grupach liczących od 50 do 80 osobników. Żywi się owadami, żabami, rybami i gryzoniami.